# Oberpollinger

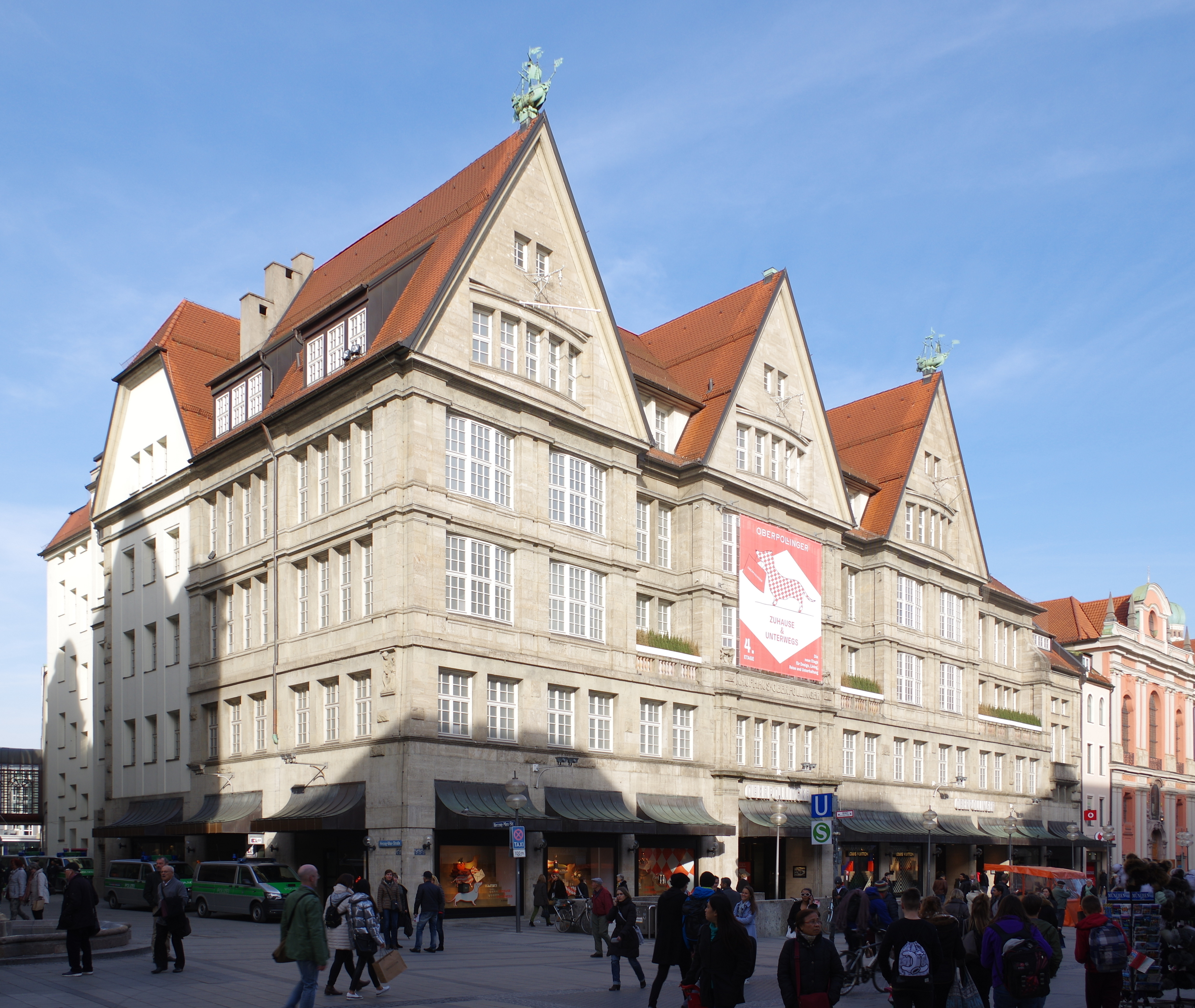
Kaufhaus Oberpollinger (2017)

Das Logo des Oberpollingers

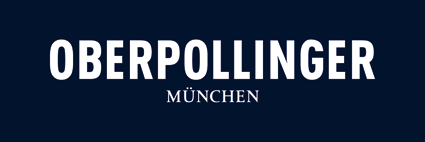
Das Logo des Warenhauses von 2010 bis 2016

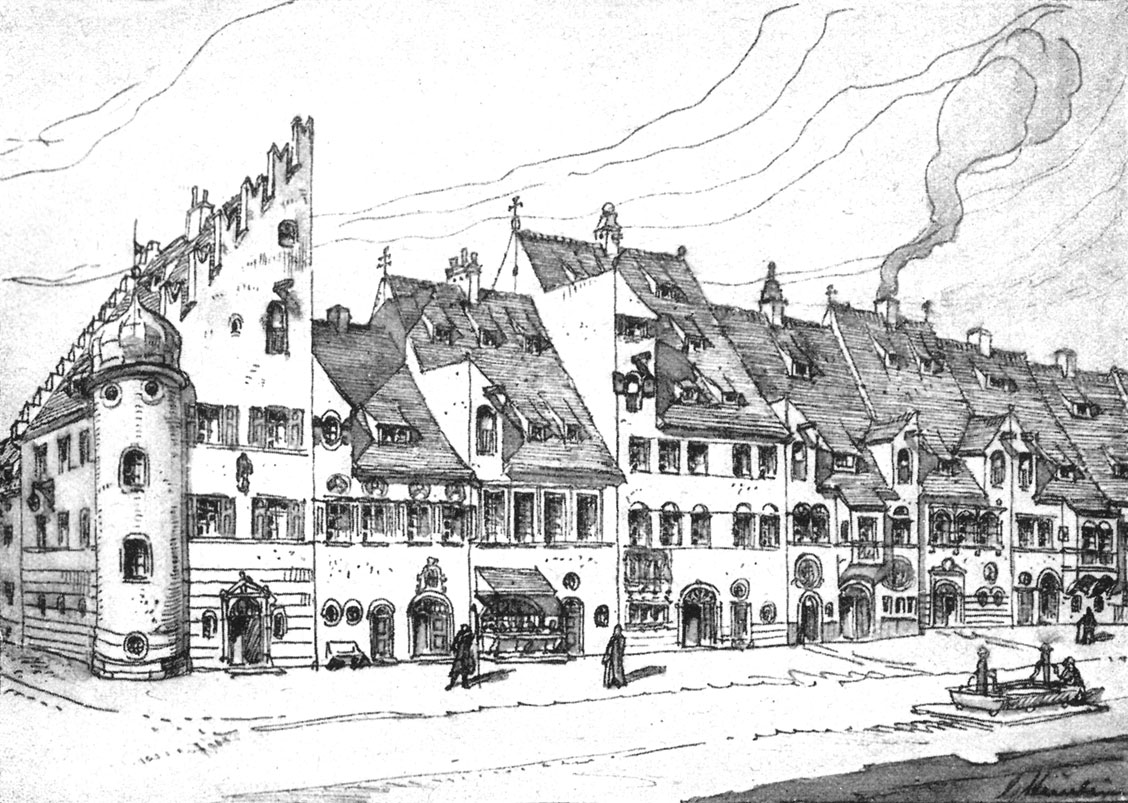
Rekonstruierte Ansicht der Grundstücke um 1570, Zeichnung von Gustav Steinlein nach dem Stadtmodell

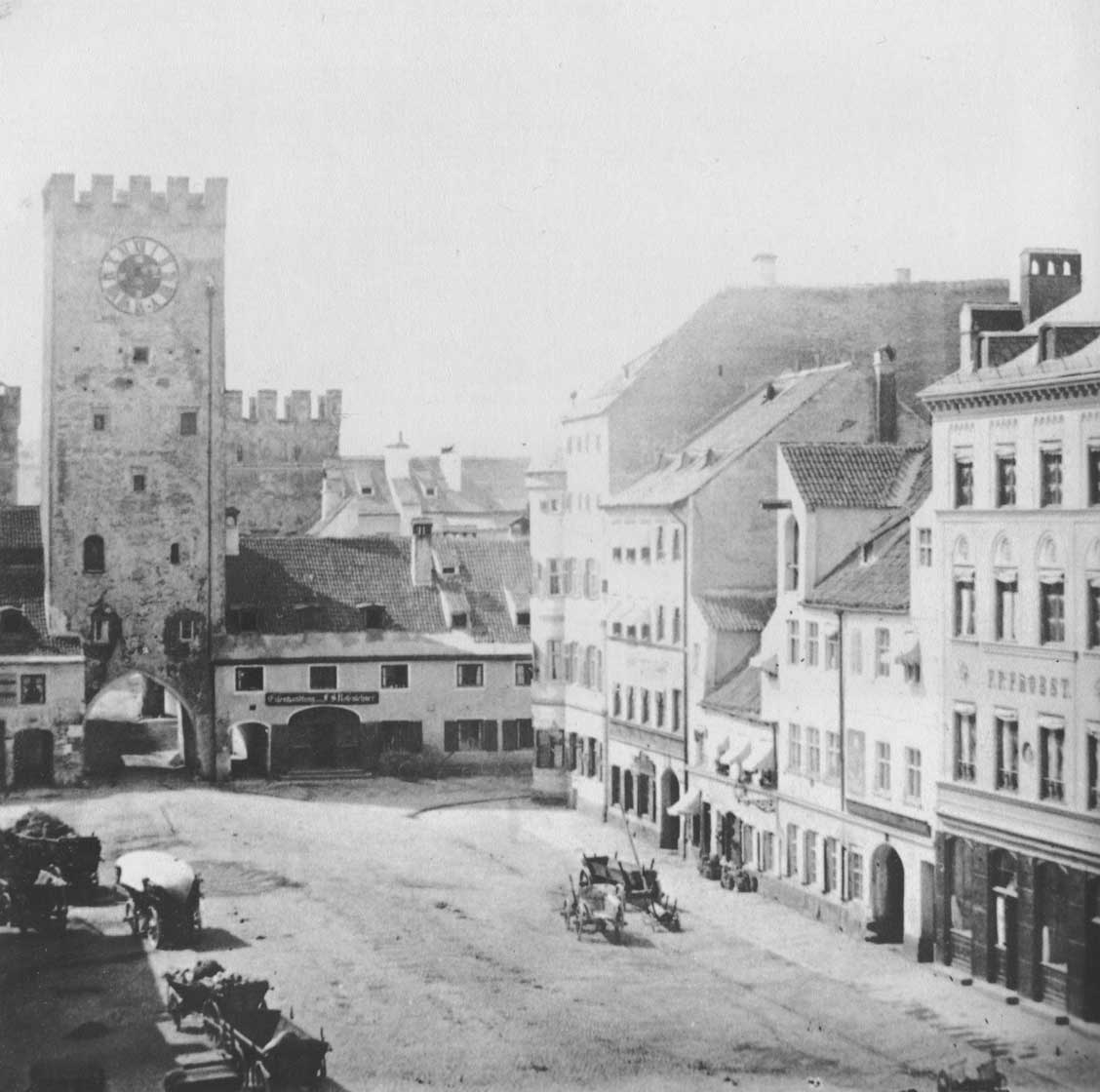
Ansicht im Jahr 1857

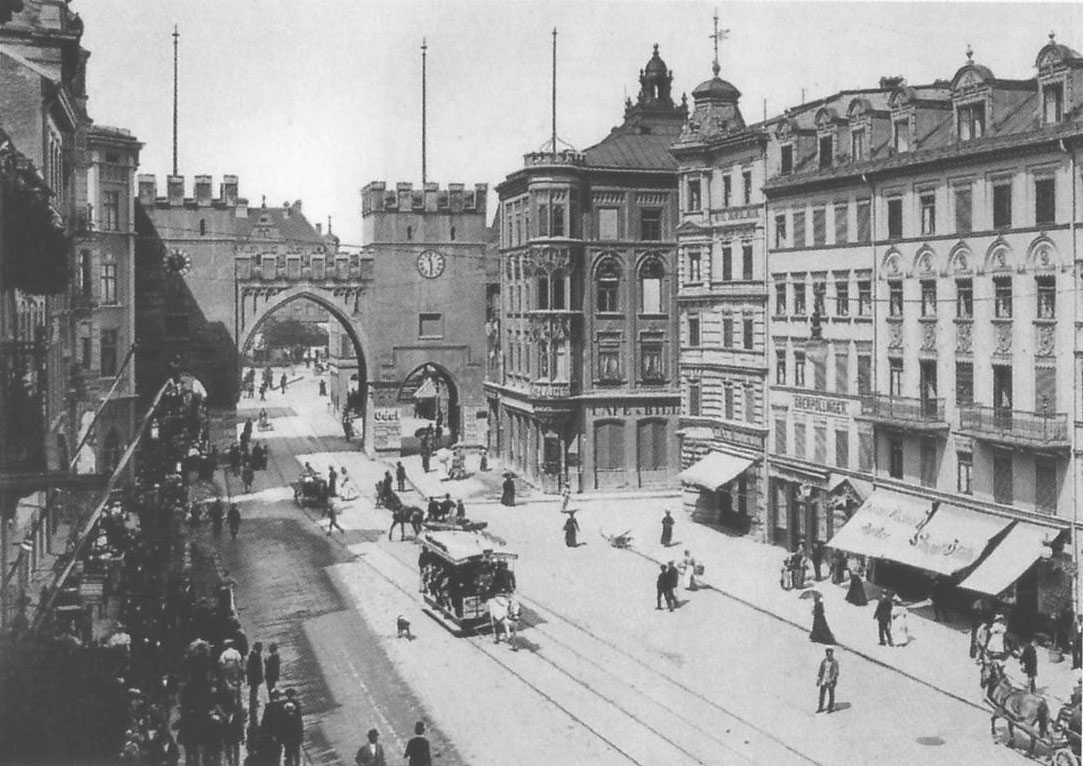
Die Neubauten von 1891 in einer Ansicht aus dem Jahr 1900

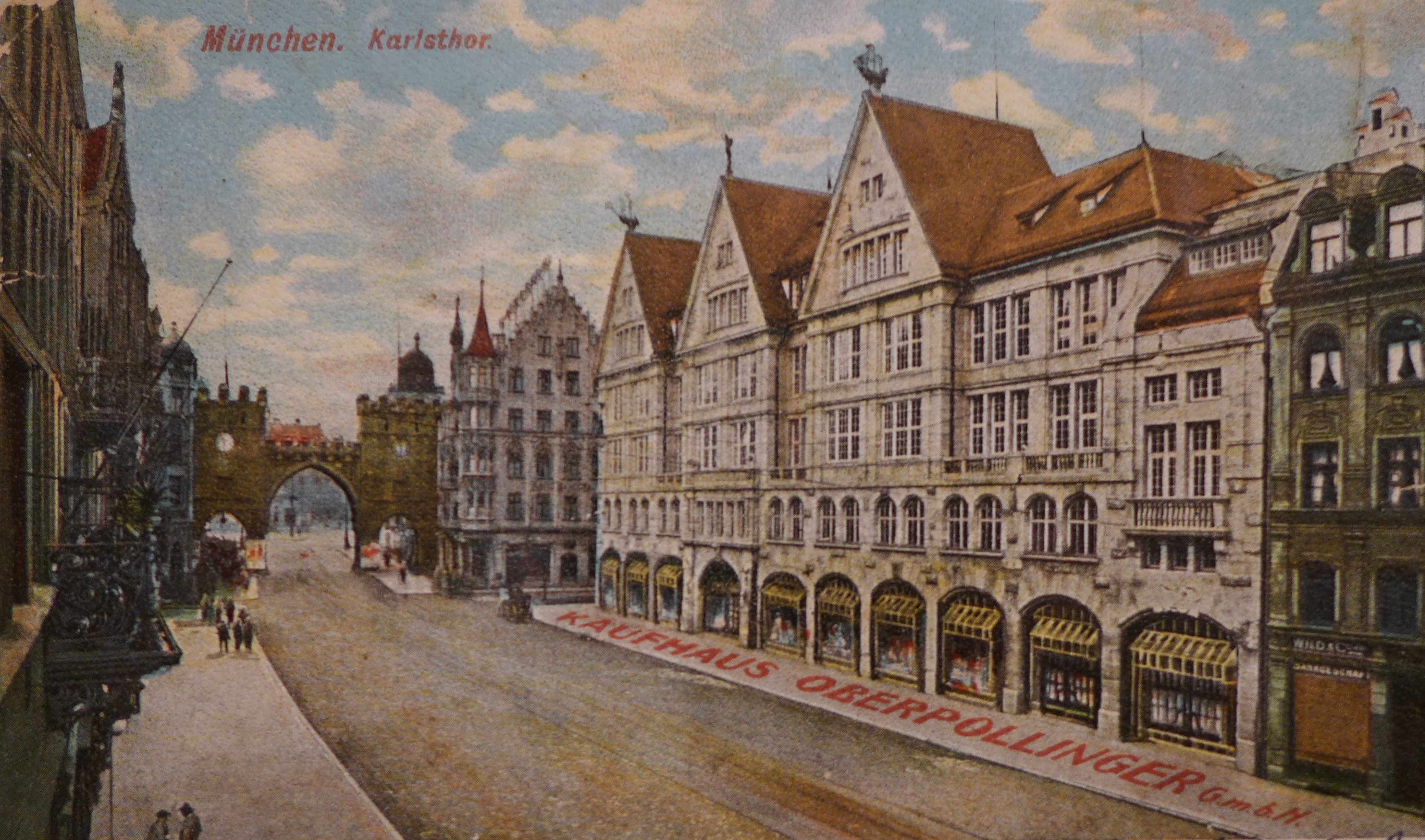
Kaufhaus Oberpollinger mit den später entfernten Rundbögen im Erdgeschoss und der ersten Etage, Postkarte um 1905

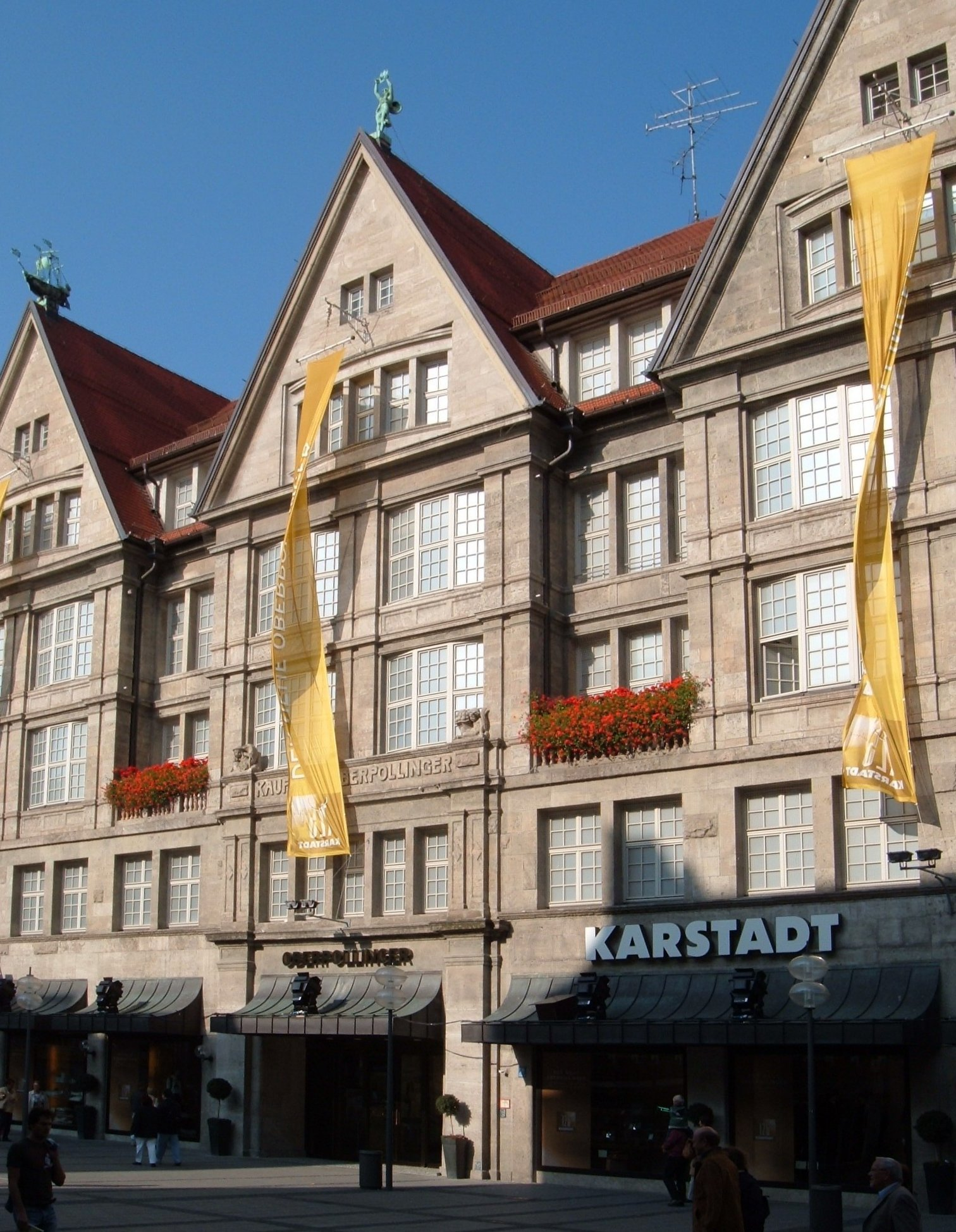
Die Giebel der Schaufassade (noch mit Karstadt-Beschriftung im Jahr 2006)

Der Oberpollinger ist ein bekanntes gehobenes Warenhaus in der Neuhauser Straße in München. Es wird von der italienischen Warenhauskette La Rinascente geführt und ist das nach Fläche größte Warenhaus in Süddeutschland. Das Gebäude wurde 1905 durch Max Littmann im Stil des Historismus in Form der Neurenaissance erbaut und steht unter Denkmalschutz.

## Geschichte
Im Grundriss des heutigen Gebäudes standen ursprünglich fünf schmale mittelalterliche Bürgerhäuser und an der östlichen Ecke das Gebäude des fürstlichen Großzollamts, wie aus dem Sandtnerschen Stadtmodell von 1570 hervorgeht. 1837 wurde das Zollamt in das herzogliche Salzamt umgewandelt. Das Nachbarhaus war seit 1556 eine Brauerei, die mehrmals den Besitzer wechselte, bis sie 1584 durch den Brauer Christoph Pollinger übernommen wurde. Seine Familie, eine alt eingesessene Brauerei-Dynastie, besaß nahe dem Angerkloster, in der Nähe der Sendlinger Straße, eine zweite Braustätte. Bald unterschieden die Münchner zwischen dem „Unteren“ und dem „Oberen“ Pollinger. So entstand der Name Oberpollinger. 1850 erwarb ein Braumeister aus Kulmbach namens Heiss die Brauerei, die seit 1842 auch Tafernwirtschaft war, und 1853 kaufte er das westlich angrenzende Salzamt hinzu. Seit 1861 waren auch die beiden östlich benachbarten Häuser mit der Brauerei und Wirtschaft Oberpollinger in einer Hand vereint. 
Die trotz aller zwischenzeitlichen Umbauten im Wesentlichen immer noch mittelalterliche Architektur wurde 1891 ersetzt. Das Hôtel Oberpollinger im Stil des Spätklassizismus übernahm den Namen der Brauerei und überspannte die ehemals vier Grundstücke. Das Hotel war nicht erfolgreich. Es wurde 1899, 1901 und 1903 verkauft und geriet Ende 1903 in die Zwangsversteigerung. Dabei erwarb das Hamburger Warenhausunternehmen M. J. Emden Söhne das Grundstück und ließ das Gebäude abbrechen. Die Stadt legte Wert darauf, die westlich angrenzende Herzog-Max-Straße zu verbreitern. Dazu kaufte das Unternehmen auch die beiden östlich angrenzenden mittelalterlichen Bauten hinzu. Weil es im Westen einen Anteil als Straßenraum der Stadt überließ, bekam es das Recht, die ehemals sechs Grundstücke zusammenzufassen und durchgehend mit einem Warenhaus zu bebauen.
Dazu wurde die Kaufhaus Oberpollinger G.m.b.H. gegründet. Der Architekt Max Littmann legte 1904 einen Entwurf vor, den er mehrfach überarbeiten musste und ließ in nur rund zehn Monaten Bauzeit den Warenhausneubau in der Neuhauser Straße errichten, der am 14. März 1905 eröffnet wurde.
Die Rudolph Karstadt AG übernahm im Jahr 1927 mit der gesamten Firma M. J. Emden Söhne auch das Münchner Warenhaus Oberpollinger; der traditionelle Name wurde bewusst beibehalten, um den Kunden Kontinuität zu signalisieren. 1931 wurde das Gebäude durch den Architekten Philipp Schaefer erweitert und zum Teil umgebaut.
Das Warenhaus wurde am 8. Januar 1945 bei einem Luftangriff schwer beschädigt. Es wurde 1947 teilweise wieder eröffnet.
In den Jahren 2005 und 2006 wurde das Warenhaus vollständig umgebaut und durch einen nördlich anschließenden Erweiterungsbau um eine Fläche von 13.600 Quadratmetern erweitert; Architektin war Ulrike Lauber. Nach der vollständigen Wiedereröffnung im Oktober 2006 umfasste der Oberpollinger zusammen mit dem baulich vom Stammhaus getrennten, knapp 200 Meter entfernten Karstadt Haus Oberpollinger am Dom nun eine Verkaufsfläche von 53.000 Quadratmetern und war damit kurzzeitig nach dem KaDeWe das zweitgrößte Warenhaus in Deutschland.
Seit 2007 tritt das ehemalige Haus am Karlstor nicht mehr als Karstadt Oberpollinger auf, sondern als Oberpollinger München, bis 2010 mit dem deutlich kleineren Zusatz Karstadt Premium Group. Auch dieser Zusatz wurde, um die Marke deutlich von Karstadt-Filialen zu differenzieren, entfernt. Das ehemalige Karstadt Haus Oberpollinger am Dom wurde gleichzeitig in Karstadt Haus am Dom umbenannt. Das durch einen Übergang in der ersten Etage und im Untergeschoss mit dem Oberpollinger verbundene Sporthaus wurde Anfang 2008 von Karstadt Oberpollinger Sport in Karstadt sports umbenannt. Ende März 2010 wurde das Haus am Dom geschlossen.
Im Juni 2011 erwarb ein 50/50-Gemeinschaftsunternehmen des Düsseldorfer Projektentwicklers Centrum (Uwe Reppegather) und der Innsbrucker Signa Holding (René Benko) die Immobilien des Oberpollingers und des benachbarten Karstadt Sporthauses für 250 Millionen Euro vom Highstreet-Konsortium.
Im September 2013 kaufte die Signa Holding 75,1 % der Anteile der Karstadt Premium GmbH (Oberpollinger, KaDeWe in Berlin und Alsterhaus in Hamburg) sowie der Karstadt Sports GmbH. Im November reichte Signa die Hälfte ihres Anteils, also 37,55 % an den israelischen Unternehmer Beny Steinmetz weiter.
Im Oktober 2014 wurden die Häuser der Karstadt Premium GmbH zur The KaDeWe Group GmbH umfirmiert, um sie von den übrigen Karstadt-Warenhäusern zu trennen und die Zugehörigkeit zum KaDeWe zu betonen. Anfang 2015 gab Beny Steinmetz seinen Anteil an Oberpollinger und den anderen Premiumhäusern an Signa zurück und erhielt dafür die Signa-Anteile an den übrigen ehemaligen Karstadt-Warenhäusern. Im Juni 2015 veräußerte Signa den Mehrheitsanteil (50,1 %) der KaDeWe-Gruppe an die italienische Warenhauskette La Rinascente, die wiederum Teil der thailändischen Central Group ist.
Im Zuge der Signa-Insolvenz meldete auch die Eigentümergesellschaft der Oberpollinger-Immobilie KHM OP im Januar 2024 Insolvenz an.

## Ursprüngliche Architektur

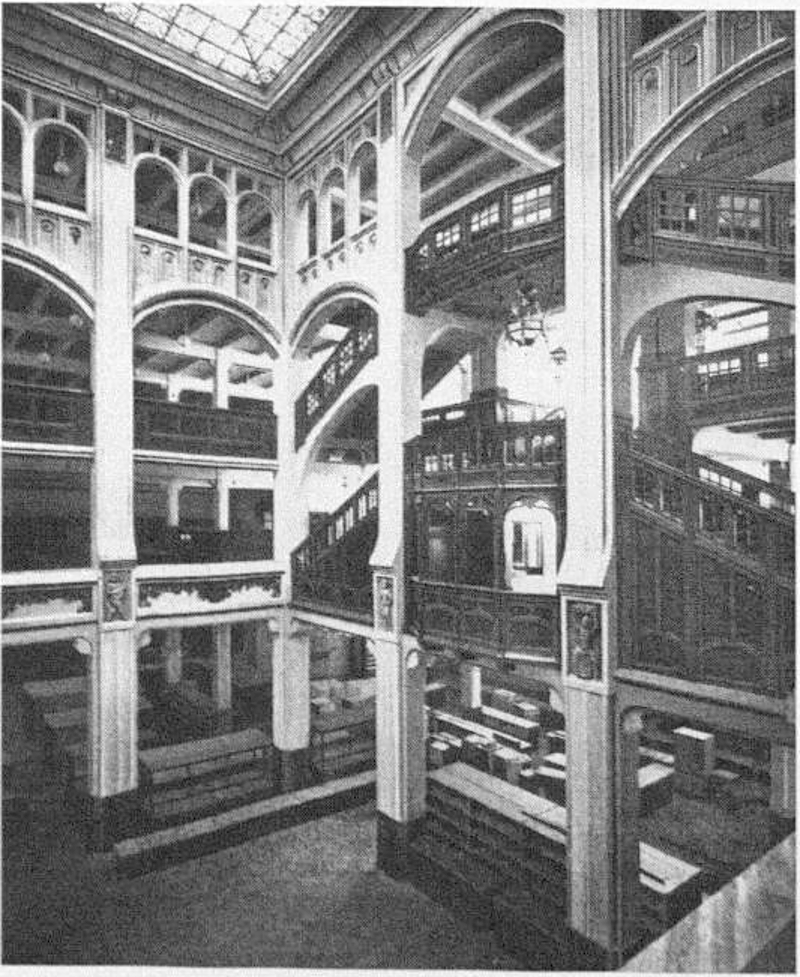
Der Lichthof mit Treppenanlagen (1905)

Der Architekt Max Littmann musste auf Betreiben der den Stadtrat beratenden Münchner Künstler-Kommission seine Entwürfe mehrfach überarbeiten, um die Neuhauser Straße mit ihrer kleinteiligen Bebauung und den benachbarten Bürgersaal nicht zu dominieren. Schließlich einigte man sich darauf, die Fassade stark zu gliedern und mit Naturstein zu verkleiden. Nach rund zehn Monaten Bauzeit wurde der Warenhausneubau in der Neuhauser Straße 1905 eröffnet. Als Bezug zur Hamburger Herkunft der Warenhausbetreiber stehen auf zwei der drei Giebel Wetterfahnen in Form von Handelsschiffen.
Max Littmann entwarf das Kaufhaus entsprechend den modernsten Möglichkeiten seiner Zeit. Der Eisenskelettbau bestand aus Trägern, die an einem Raster ausgerichtet waren. Zum Feuerschutz wurden sie mit Beton verkleidet. Die Fassaden sind mit Muschelkalk verkleidet, die Schmuckelemente der Fassaden stammen von den Bildhauern Heinrich Düll und Georg Pezold. 
Mit dem Erdgeschoss wies das Kaufhaus vier Etagen mit Verkaufsflächen auf, darüber ein weiteres Stockwerk für die Verwaltung und einen Keller mit den Personalgarderoben, Lager und Ladeflächen.
Da das Äußere an die Umgebung angepasst werden musste, konnte Littmann keine großen Fensterfronten einbauen. Stattdessen entwarf er einen zentralen Lichthof mit Glaskuppel, in dem auch die vier Personenaufzüge angeordnet waren. Der Rauminhalt betrug 35.292 Kubikmeter. Die Kosten wurden mit 1.097.000 Mark angegeben.

## Das Warenhaus heute

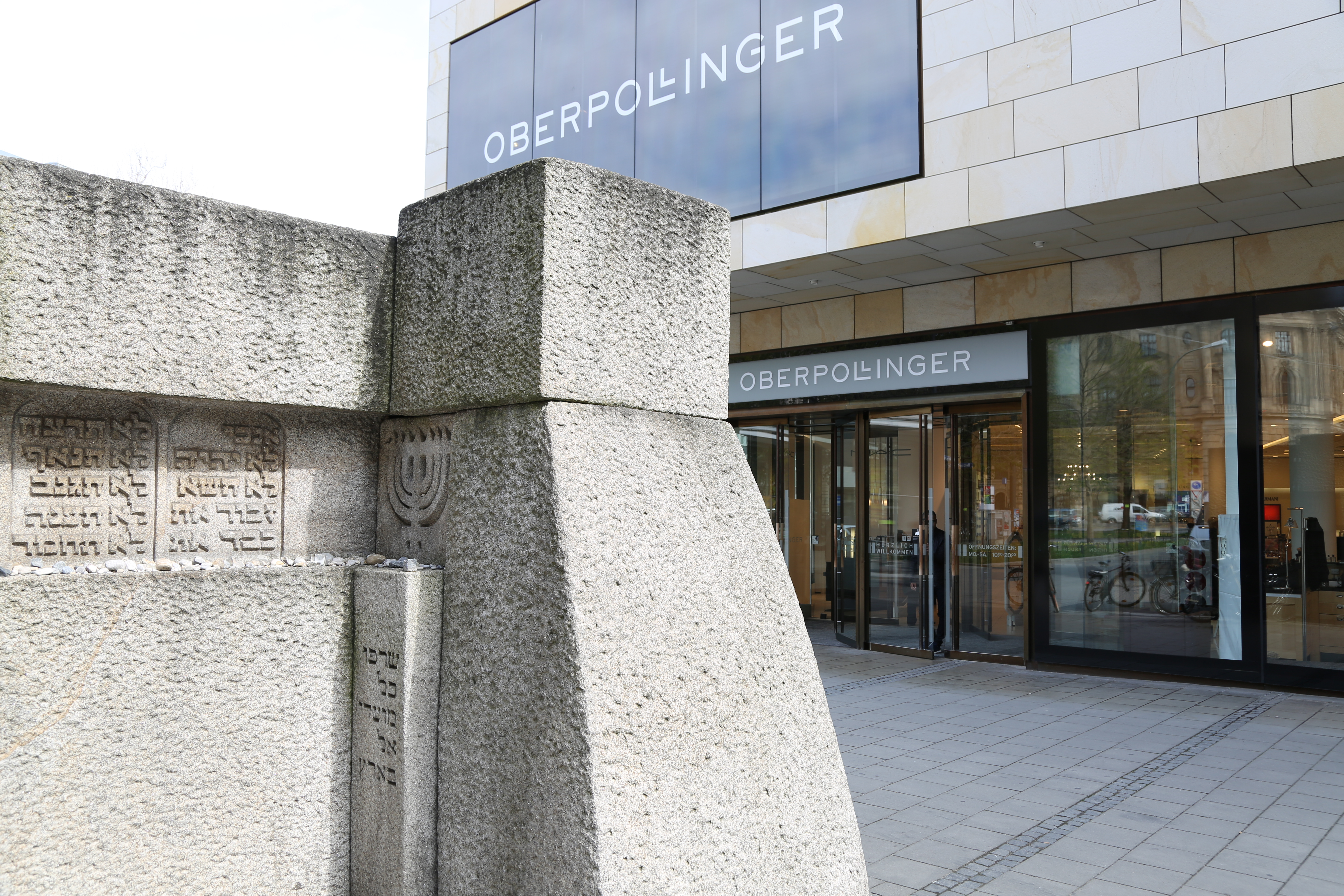
Oberpollinger-Erweiterungsbau mit dem Gedenkstein für die Alte Hauptsynagoge

Das Haus ist zusammen mit dem KaDeWe in Berlin und dem Alsterhaus in Hamburg in der La Rinascente S.p.A. gebündelt.
Nach dem Neubau wurde die Aufwertung auf Premiumniveau ausgebaut.